# Fuente del Rey Fahd
La Fuente del Rey Fahd (en árabe: نافورة الملك فهد) también conocida como la Fuente de Yeda, es la fuente más alta de su tipo en el mundo. Situada en la costa de Yeda, en el litoral oeste del Reino de Arabia Saudita. Los chorros de la fuente de agua alcanzan hasta 1.024 pies (312 m) sobre el Mar Rojo. Fue donada a la ciudad de Yeda por el rey Fahd, de ahí su nombre. La fuente es visible en toda la vecindad de Yeda. El agua que se expulsa puede alcanzar una velocidad de 375 kilómetros (233 millas) por hora y su masa en el aire puede exceder 18 toneladas cortas (16.000 kg). Fue construida entre 1980 y 1983 y comenzó a funcionar en  1985. La fuente utiliza agua salada procedente del Mar Rojo en lugar de agua dulce. Se utilizan más de 500 focos para iluminar la fuente en la noche.
El 27 de marzo de 2010, las luces de la fuente se apagaron en apoyo al movimiento La Hora del Planeta de 2010.